# Бледи коњаник
Бледи коњаник (енгл. The Pale Horseman) је историјски роман британског писца Бернарда Корнвела, први пут објављен 3. октобра 2005. године, који представља наставак романа Последње краљевство и друго остварење у серијалу Саксонске приче. Прича прати Утреда од Бебанбурга, који наставља да се бори за краља Алфреда док Данци заузимају Алфредово краљевство и терају га као бегунца у мочваре.
Књигу је у Србији објавила издавачка кућа Отворена књига 2007. године, у преводу Драгана Стијеље Јовановића.

## Радња
Године 877. двадесетогодишњи лорд Утред од Бебанбурга стиже на двор краља Алфреда од Весекса да објави да је поразио снаге данског вође и ратника Убе Лотброксона, као и да је лично убио Убу у појединачној борби, само да би открио да је његов непријатељ елдорман Ода Млађи лагао двор, поричући да је Утред имао било какву улогу у великој победи. Утред је толико разјарен да извлачи мач у краљевом присуству, због чега је приморан да се покори. Ово појачава краљеву несклоност и неповерење према Утреду.
Алфред склапа мир са данским краљем Гутрумом, уместо да искористи победу, на Утредово запрепашћење. Утред одлази кући, али му тамо временом постаје досадно и одлази бродом да би пљачкао Корнвол. Наилази на насеље којим влада Передур, који унајмљује Утреда и његове људе да се боре против ратника. Тек касније Утред схвата да је преварен; његов противник није нека необучена банда, већ Данац Свеин од Белог коња и његова дружина искусних ратника. Утред и Свеин склапају савезништво, убијају Передура и пљачкају његово насеље. Утред одводи једну од Передурових жена, мрачну краљицу Изолду, за коју се верује да има натприродне моћи. Монах по имену Асер, који је био на Передуровом двору, сведочи овој издаји и бежи. Утред и Свеин се тада разилазе. На путу кући, Утред заробљава дански брод натоварен благом. Враћа се на своје имање и побожној жени Милдрит, користећи свој део блага да изгради велику дворану и исплати свој велики дуг Цркви.
Витан позива Утреда на аудијенцију код краља Алфреда у Сипенхаму, где је оптужен, на основу Асеровог сведочења, да је користио краљев брод за препад на Брите, са којима је Весекс у миру, и придружио се Свеину у нападу на опатију Кинуит. Степа Снотор, један од ратника Оде Млађег, каже да је и он видео Утреда код опатије. Они одлучују да реше спор борбом до смрти између Утреда и Степе. Двобој је прекинут када Гутрум прекрши мир и крене у изненадни напад, током ког Саксонци беже. Утред, Леофрик и Изолда се крију у пољима до ноћи, када улазе у Сипенхам и спасавају пријатељицу, проститутку Ианфлед. Њих четворо лутају неколико недеља док не стигну до мочвара Ателни.
На ободу мочваре, Утред спасава монаха од Гутрумових људи, само да би открио да је у питању заправо Алфред. Након молитве, избезумљени Алфред размишља о одласку у изгнанство, али уз Утредово охрабрење, одлучује да остане и бори се. Неколико месеци се крију у мочвари, ширећи глас по земљи да је Алфред још увек жив; полако, људи долазе да им се придруже почетком 878. године.
Када Свеин усидри своју флоту на ушћу реке Парет близу њиховог скровишта, Утред превари људе које је Свеин оставио да чувају његове бродове и спаљује све осим једног. Без својих бродова, Свеин је приморан да се придружи свом ривалу Гутруму. То је оно што је Алфред желео: прилику за једну одлучујућу битку против оба данска освајача.
Алфред подиже оне фирдове који су му остали лојални, али су и даље бројчано надбројани. Штавише, сви Данци су обучени ратници, док то важи за само половину Алфредових људи. Ипак, они побеђују у бици код Етандуна, где Утред игра кључну улогу, а Алфредово краљевство је спасено. Међутим, победа долази по цену Леофрика и Изолде, који су страдали током битке.

## Ликови

### Измишљени
- Утред − протагониста и приповедач.
- Леофрик − капетан Хеахенгела, једног од бродова Весекса.
- Изолда − бритска мрачна краљица из Корнвола.
- Отац Беока − свештеник и Утредов породични пријатељ.
- Свеин од Белог коња − дански војсковођа.
- Рагнар Рагнарсон − Утредов близак пријатељ.
- Ода Млађи − син Оде Старијег, елдормана од Дефнашира.
- Степа Снотор − телохранитељ Оде Млађег.
- Отац Пирлиг − велшки свештеник и бивши ратник.
- Ианфлед − проститутка коју Утред спасава у Сипенхаму.
- Хилд − часна сестра коју је Алфред спасао у Сипенхаму.
- Милдрит − Утредова побожна саксонска супруга.
- Брида − Утредова пријатељица.
- Отац Вилиболд − свештеник у Алфредовој служби.

### Историјски
- Алфред Велики − краљ Весекса.
- Гутрум Несрећни − дански војсковођа.
- Хестен − заробљени Данац кога је Утред ослободио, касније се придружује Гутруму.
- Елсвит − Алфредова супруга, која не подноси Утреда.
- Етелфлед − Алфредова старија ћерка.
- Етелволд − Алфредов нећак и Утредов пријатељ.
- Асер − велшки монах и Утредов непријатељ.
- Едвард − Алфредов малолетни син.